# 93
Năm 93 là một năm trong lịch Julius. 